# Chodzenie Bogurodzicy po mękach
Chodzenie Bogurodzicy po mękach – zabytek literatury staroruskiej. Jest to jeden z wielu funkcjonujących na Rusi Kijowskiej przekładów apokryficznych tekstów bizantyjskich, wyróżniający się szczególnymi walorami artystycznymi. Chożdienije... zachowało się do naszych czasów w kilku odpisach, z których najstarszy datuje się na XII stulecie. Treść zawarta w utworze jest jednak również popularnym motywem w staroruskich pieśniach cerkiewnych oraz w ikonografii.
Treścią utworu jest podróż Matki Bożej, w towarzystwie aniołów pod przewodnictwem Michała Archistratega, po piekle. Maryja widzi kolejno męki ludzi, którzy oddawali cześć innym bogom, przeklętych przez swoich rodziców (wtrąconych do ognistej rzeki), lichwiarza (pożeranego przez robactwo), plotkarki (kąsanej przez żmije), a także prostytutek, pijaków i duchownych oraz świeckich władców, którzy źle spełniali swoje obowiązki (wrzuconych do krwawej i ognistej rzeki). Przerażona tym widokiem Maryja prosi anioły oraz św. Jana Teologa, by ubłagał u Boga wyzwolenie grzeszników od tak strasznych kar. Podkreśla, że nie modli się za Żydów, ale za chrześcijan. Słysząc ich modlitwę, Jezus stwierdza, że ludzie ci całkowicie zasłużyli na swój los – zostali bowiem odkupieni przez jego śmierć na krzyżu, lecz niepomni tego dalej żyli w grzechu. Oznajmia jednak również, że prośba Jego matki i świętych nie może zostać zignorowana. Postanawia, że grzesznicy zostaną wyzwoleni od mąk piekielnych każdego roku między Wielkim Czwartkiem i dniem Zesłania Ducha Świętego.